# Women Hellas Verona 2021-2022
Questa voce raccoglie le informazioni riguardanti la Women Hellas Verona Società Sportiva Dilettantistica nelle competizioni ufficiali della stagione  2021-2022.

## Stagione
Prima dell'inizio della stagione, la società, con la squadra nuovamente affidata al tecnico Matteo Pachera e alla sua vice Silvia Fuselli, opera massicciamente sul mercato, acquisendo elementi in tutti i reparti, molti dei quali arrivati con la formula del prestito in sostituzione delle molte partenze e ritorni alle società dopo i prestiti della stagione precedente. Tra i nuovi volti manca una pedina fondamentale e bandiera del calcio femminile veronese, la centrocampista ed ex capitano della squadra Giorgia Motta, si annoverano poi arrivi dalla Florentia S.G., società che avendo ceduto il titolo sportivo alla Sampdoria ha svincolato tutte le sue tesserate, e, in prestito, giocatrici da Inter e Juventus. L'acquisto più interessante tuttavia si rivelerà quello della nazionale panamense Lineth Cedeño, l'unica in grado di andare a rete nella prima parte della stagione, 5 gol su 11 presenze in campionato.
La squadra non riesce a esprimere prestazioni al livello delle avversarie, totalizzando 10 sconfitte e un solo pareggio, a reti inviolate, alla 4ª giornata in casa con il Napoli, risultati che portano all'esonero del tecnico Pachera nel dicembre 2021. Al suo posto viene promossa Veronica Brutti, coadiuvata dalla vice Giorgia Motta, ricevendo l'incarico dalla società di dirigere il Verona nella seconda parte della stagione dopo aver allenato la formazione Primavera.
Nel corso della girone di ritorno la squadra ha continuando il trend negativo di sconfitte, culminata il 20 marzo 2022 con la sconfitta per 6-0 in casa della Fiorentina alla 17ª giornata di campionato, che ha sancito l'aritmetica retrocessione della squadra in Serie B. Alla 18ª giornata è arrivata la prima e unica vittoria del torneo, grazie al 2-0 al Pomigliano. Il campionato di Serie A è stato concluso al dodicesimo e ultimo posto con 5 punti conquistati, frutto di una vittoria, due pareggi e 19 sconfitte. In Coppa Italia la squadra è stata eliminata già ai gironi preliminari, avendo concluso il triangolare 1 al secondo posto, alle spalle del Milan e davanti al Cittadella.

## Divise e sponsor
La tenuta di gioco è la stessa del Verona maschile. Vengono riconfermati sia lo sponsor tecnico, Macron, sia lo sponsor ufficiale, Sinergy.
La prima divisa, colorata con un blu più chiaro e maggiori spazi gialli rispetto alla stagione precedente, presenta sul torso i cancelli delle Arche scaligere, in omaggio al 700º anniversario della scomparsa di Dante Alighieri e al luogo di sepoltura di Cangrande della Scala, Signore di Verona che ospitò il poeta durante i suoi lunghi soggiorni nella città; Dante, inoltre, essendo un grande amico del governatore Scaligero, gli dedicò il Paradiso. Le Arche sono raffigurate anche sulle maniche della terza divisa, interamente biancoverde per richiamare il Palio del drappo verde.
| Casa | Trasferta | Terza divisa |

## Rosa
Rosa, ruoli e numeri di maglia tratti dal sito ufficiale.
| N. |                    | Ruolo | Calciatrice        |
| -- | ------------------ | ----- | ------------------ |
| 1  | Italia (bandiera)  | P     | Alessia Gritti     |
| 3  | Italia (bandiera)  | D     | Michela Ledri      |
| 4  | Italia (bandiera)  | C     | Emma Errico        |
| 5  | Italia (bandiera)  | D     | Aurora De Sanctis  |
| 6  | Italia (bandiera)  | D     | Sofia Meneghini    |
| 7  | Italia (bandiera)  | C     | Rossella Sardu     |
| 9  | Italia (bandiera)  | A     | Giorgia Marchiori  |
| 10 | Svezia (bandiera)  | C     | Jonna Dahlberg     |
| 11 | Svezia (bandiera)  | A     | Sara Nilsson       |
| 13 | Italia (bandiera)  | D     | Eleonora Oliva     |
| 14 | Croazia (bandiera) | D     | Ana Jelenčić       |
| 15 | Italia (bandiera)  | D     | Gaia Rizzioli      |
| 17 | Italia (bandiera)  | A     | Veronica Pasini    |
| 18 | Italia (bandiera)  | A     | Federica Anghileri |
| 19 | Panama (bandiera)  | A     | Lineth Cedeño      |
| 21 | Russia (bandiera)  | D     | Alina Mjagkova     |
| 22 | Italia (bandiera)  | C     | Anna Catelli       |

| N. |                     | Ruolo | Calciatrice              |
| -- | ------------------- | ----- | ------------------------ |
| 23 | Italia (bandiera)   | A     | Alessia Rognoni          |
| 24 | Islanda (bandiera)  | A     | Marín Rún Gudmundsdóttir |
| 25 | Italia (bandiera)   | D     | Caterina Ambrosi         |
| 26 | Italia (bandiera)   | C     | Giulia Mancuso           |
| 27 | Italia (bandiera)   | C     | Irene Lotti              |
| 28 | Italia (bandiera)   | A     | Elena De Cao             |
| 29 | Italia (bandiera)   | D     | Francesca Quazzico       |
| 30 | Svizzera (bandiera) | P     | Fanny Keizer             |
| 31 | Italia (bandiera)   | A     | Sofia Zoppi              |
| 33 | Italia (bandiera)   | A     | Elisa Casellato          |
| 34 | Italia (bandiera)   | D     | Ilena Cabrera            |
| 38 | Italia (bandiera)   | C     | Giorgia Arrigoni         |
| 51 | Italia (bandiera)   | P     | Asia Casarasa            |
| 53 | Italia (bandiera)   | C     | Francesca Imprezzabile   |
| 60 | Croazia (bandiera)  | D     | Mihaela Horvat           |
| 98 | Norvegia (bandiera) | P     | Benedicte Haaland        |
|    | Italia (bandiera)   | A     | Anna Stankovic           |

## Calciomercato

### Sessione estiva(dal 1º luglio al 2 settembre)
| Acquisti | Acquisti           | Acquisti         | Acquisti    |
| R.       | Nome               | da               | Modalità    |
| -------- | ------------------ | ---------------- | ----------- |
| P        | Fanny Keizer       | Servette Chênois | definitivo  |
| D        | Aurora De Sanctis  | L.F. Jesina      | in prestito |
| D        | Mihaela Horvat     | Horn             | definitivo  |
| D        | Francesca Quazzico | Inter            | in prestito |
| C        | Anna Catelli       | Inter            | in prestito |
| C        | Jonna Dahlberg     | Florentia S.G.   | svincolata  |
| C        | Emma Errico        | Napoli           | definitivo  |
| C        | Irene Lotti        | Florentia S.G.   | svincolata  |
| C        | Sara Nilsson       | Florentia S.G.   | svincolata  |
| A        | Federica Anghileri | Juventus         | in prestito |
| A        | Lineth Cedeño      | Alhama           | definitivo  |
| A        | Alessia Rognoni    | Inter            | in prestito |
| A        | Anna Stankovic     | Florentia S.G.   | svincolata  |

| Cessioni | Cessioni           | Cessioni        | Cessioni      |
| R.       | Nome               | a               | Modalità      |
| -------- | ------------------ | --------------- | ------------- |
| P        | Francesca Durante  | Fiorentina      | fine prestito |
| P        | Linda Fenzi        | ChievoVerona FM | in prestito   |
| P        | Silvia Vicenzi     | Ravenna         | definitivo    |
| D        | Sara Mella         | Empoli          | definitivo    |
| D        | Laura Perin        | Brescia         | svincolata    |
| D        | Alexandra Tunoaia  | ChievoVerona FM | definitivo    |
| C        | Sofia Colombo      | Inter           | fine prestito |
| C        | Virginia Gidoni    | ChievoVerona FM | in prestito   |
| C        | Giorgia Motta      |                 | ritirata      |
| C        | Elena Nichele      | Empoli          | svincolata    |
| C        | Lucrezia Salimbeni | ChievoVerona FM | definitivo    |
| C        | Irene Santi        | Inter           | fine prestito |
| C        | Madison Solow      | Dux Logroño     | definitivo    |
| A        | Sara Baldi         | Fiorentina      | fine prestito |
| A        | Asia Bragonzi      | Juventus        | fine prestito |

### Sessione invernale
| Acquisti | Acquisti                 | Acquisti        | Acquisti   |
| R.       | Nome                     | da              | Modalità   |
| -------- | ------------------------ | --------------- | ---------- |
| P        | Benedicte Håland         | Selfoss         | definitivo |
| D        | Alina Mjagkova           | Lokomotiv Mosca | [ 29 ]     |
| C        | Francesca Imprezzabile   | Napoli          | definitivo |
| A        | Marín Rún Gudmundsdóttir | Keflavík        | definitivo |

| Cessioni | Cessioni       | Cessioni | Cessioni    |
| R.       | Nome           | a        | Modalità    |
| -------- | -------------- | -------- | ----------- |
| C        | Jonna Dahlberg | Cesena   | definitivo  |
| C        | Emma Errico    | Napoli   | definitivo  |
| A        | Sara Nilsson   | Aarau    | definitivo  |
| A        | Sofia Zoppi    | Padova   | in prestito |

## Risultati

### Coppa Italia

#### Gironi eliminatori
| Arbitro: | Fichera (Milano) |

|                      |           |                                               |
| Lattanzio 41’ (rig.) | Marcatori | 10’ Ambrosi 47’ Rognoni 62’ Errico 83’ Cedeño |

| Arbitro: | Muccignato (Pordenone) |

|  |           |                          |
|  | Marcatori | 29’, 47’ Thomas 50’ Jane |

## Statistiche

### Statistiche di squadra
| Competizione | Punti | In casa | In casa | In casa | In casa | In casa | In casa | In trasferta | In trasferta | In trasferta | In trasferta | In trasferta | In trasferta | Totale | Totale | Totale | Totale | Totale | Totale | DR  |
| Competizione | Punti | G       | V       | N       | P       | Gf      | Gs      | G            | V            | N            | P            | Gf           | Gs           | G      | V      | N      | P      | Gf     | Gs     | DR  |
| ------------ | ----- | ------- | ------- | ------- | ------- | ------- | ------- | ------------ | ------------ | ------------ | ------------ | ------------ | ------------ | ------ | ------ | ------ | ------ | ------ | ------ | --- |
| Serie A      | 5     | 11      | 1       | 2       | 8       | 9       | 30      | 11           | 0            | 0            | 11           | 5            | 40           | 22     | 1      | 2      | 19     | 14     | 70     | -56 |
| Coppa Italia | -     | 1       | 0       | 0       | 1       | 0       | 3       | 1            | 1            | 0            | 0            | 4            | 1            | 2      | 1      | 0      | 1      | 4      | 4      | 0   |
| Totale       | -     | 12      | 1       | 2       | 9       | 9       | 33      | 12           | 1            | 0            | 11           | 9            | 41           | 24     | 2      | 2      | 20     | 18     | 74     | -56 |

### Andamento in campionato
| Giornata  | 1 | 2 | 3  | 4 | 5  | 6  | 7  | 8  | 9  | 10 | 11 | 12 | 13 | 14 | 15 | 16 | 17 | 18 | 19 | 20 | 21 | 22 |
| --------- | - | - | -- | - | -- | -- | -- | -- | -- | -- | -- | -- | -- | -- | -- | -- | -- | -- | -- | -- | -- | -- |
| Luogo     | T | C | T  | C | T  | C  | T  | C  | T  | T  | C  | C  | T  | C  | T  | C  | T  | C  | T  | C  | C  | T  |
| Risultato | P | P | P  | N | P  | P  | P  | P  | P  | P  | P  | P  | P  | P  | P  | P  | P  | V  | P  | P  | N  | P  |
| Posizione | 7 | 9 | 10 | 9 | 11 | 11 | 11 | 11 | 11 | 12 | 12 | 12 | 12 | 12 | 12 | 12 | 12 | 12 | 12 | 12 | 12 | 12 |

Legenda:

Luogo: C = Casa; T = Trasferta. Risultato: V = Vittoria; N = Pareggio; P = Sconfitta.

### Statistiche delle giocatrici
| Giocatore         | Serie A  | Serie A | Serie A     | Serie A    | Coppa Italia | Coppa Italia | Coppa Italia | Coppa Italia | Totale   | Totale | Totale      | Totale     |
| Giocatore         | Presenze | Reti    | Ammonizioni | Espulsioni | Presenze     | Reti         | Ammonizioni  | Espulsioni   | Presenze | Reti   | Ammonizioni | Espulsioni |
| ----------------- | -------- | ------- | ----------- | ---------- | ------------ | ------------ | ------------ | ------------ | -------- | ------ | ----------- | ---------- |
| C. Ambrosi        | 22       | 0       | 0           | 0          | 2            | 1            | 0            | 0            | 24       | 1      | 0           | 0          |
| F. Anghileri      | 17       | 0       | 0           | 0          | 2            | 0            | 0            | 0            | 19       | 0      | 0           | 0          |
| G. Arrigoni       | 8        | 1       | 1           | 0          | -            | -            | -            | -            | 8        | 1      | 1           | 0          |
| I. Cabrera        | 1        | 0       | 0           | 0          | -            | -            | -            | -            | 1        | 0      | 0           | 0          |
| A. Casarasa       | 0        | 0       | 0           | 0          | -            | -            | -            | -            | 0        | 0      | 0           | 0          |
| E. Casellato      | 5        | 0       | 0           | 0          | -            | -            | -            | -            | 5        | 0      | 0           | 0          |
| A. Catelli        | 13       | 0       | 1           | 0          | 1            | 0            | 0            | 0            | 14       | 0      | 1           | 0          |
| L. Cedeño         | 15       | 5       | 0           | 0          | 2            | 1            | 0            | 0            | 17       | 6      | 0           | 0          |
| J. Dahlberg       | 7        | 0       | 0           | 0          | 1            | 0            | 0            | 0            | 8        | 0      | 0           | 0          |
| E. De Cao         | 5        | 0       | 0           | 0          | -            | -            | -            | -            | 5        | 0      | 0           | 0          |
| A. De Sanctis     | 15       | 0       | 5           | 0          | 1            | 0            | 0            | 0            | 16       | 0      | 5           | 0          |
| E. Errico         | 7        | 0       | 1           | 0          | 2            | 1            | 0            | 0            | 9        | 1      | 1           | 0          |
| A. Gritti         | 2        | -8      | 0           | 0          | 0            | 0            | 0            | 0            | 2        | -8     | 0           | 0          |
| M. Gudmundsdóttir | -        | -       | -           | -          | -            | -            | -            | -            | -        | -      | -           | -          |
| B. Håland         | 10       | -34     | 0           | 0          | -            | -            | -            | -            | 10       | -34    | 0           | 0          |
| M. Horvat         | 14       | 0       | 2           | 0          | 1            | 0            | 0            | 0            | 15       | 0      | 2           | 0          |
| F. Imprezzabile   | 7        | 0       | 0           | 0          | -            | -            | -            | -            | 7        | 0      | 0           | 0          |
| A. Jelenčić       | 20       | 0       | 5           | 0          | -            | -            | -            | -            | 20       | 0      | 5           | 0          |
| F. Keizer         | 10       | -28     | 0           | 0          | 2            | -4           | 0            | 0            | 12       | -32    | 0           | 0          |
| M. Ledri          | 20       | 2       | 1           | 0          | 2            | 0            | 0            | 0            | 22       | 2      | 1           | 0          |
| I. Lotti          | 21       | 0       | 2           | 0          | 2            | 0            | 0            | 0            | 23       | 0      | 2           | 0          |
| G. Mancuso        | 16       | 0       | 0           | 0          | 2            | 0            | 0            | 0            | 18       | 0      | 0           | 0          |
| G. Marchiori      | 4        | 0       | 0           | 0          | 1            | 0            | 0            | 0            | 5        | 0      | 0           | 0          |
| S. Meneghini      | 1        | 0       | 0           | 0          | -            | -            | -            | -            | 1        | 0      | 0           | 0          |
| A. Mjagkova       | 6        | 1       | 0           | 0          | -            | -            | -            | -            | 6        | 1      | 0           | 0          |
| S. Nilsson        | 11       | 0       | 0           | 0          | 2            | 0            | 0            | 0            | 13       | 0      | 0           | 0          |
| E. Oliva          | 14       | 0       | 1           | 0          | 2            | 0            | 0            | 0            | 16       | 0      | 1           | 0          |
| V. Pasini         | 17       | 0       | 2           | 0          | -            | -            | -            | -            | 17       | 0      | 2           | 0          |
| F. Quazzico       | 8        | 1       | 3           | 0          | 2            | 0            | 0            | 0            | 10       | 1      | 3           | 0          |
| G. Rizzioli       | 1        | 0       | 0           | 0          | 2            | 0            | 0            | 0            | 3        | 0      | 0           | 0          |
| A. Rognoni        | 20       | 2       | 0           | 0          | 1            | 1            | 0            | 0            | 21       | 3      | 0           | 0          |
| R. Sardu          | 12       | 1       | 3           | 0          | 2            | 0            | 0            | 0            | 14       | 1      | 3           | 0          |
| A. Stankovic      | -        | -       | -           | -          | -            | -            | -            | -            | -        | -      | -           | -          |
| S. Zoppi          | 0        | 0       | 0           | 0          | 0            | 0            | 0            | 0            | 0        | 0      | 0           | 0          |

## Giovanili

### Organigramma
Area tecnica
- Primavera
  - Allenatore:

### Piazzamenti
- Primavera:
  - Campionato:
  - Torneo di Viareggio: